# 王好德
王好德（1921年8月31日—1999年12月25日），筆名高山，字號高山愚人，山東昌邑人，彌勒大道實際創始者、代理道盤領導前人。
王好德在民國10年（1921年，辛酉年）8月31日（農曆7月28日）生於中華民國山東省昌邑縣南蓬鄉張固村（今都昌街道），家族世代務農，除雙親外有兄弟五人，王好德排行第三。他十歲的時候父親逝世。幼時在私塾讀書，後為改善家中經濟，棄學從商，在鄰村中盤商韓天順處管帳。十四歲時與二哥一同到青島一間布匹行商工作，同樣負責管帳。兩年後與人合夥獨立開業。王在中國大陸時與劉淑英結婚。
1947年，王好德計畫拓展業務，於算命師建議下與五弟王榮德至臺灣省經商。該年冬天遇到表面上經營慧光照相館，實際上為一貫道天一壇（慧光組）點傳師的周福成老前人，在他引介下入道，後被周福成提拔為點傳師。次年選上台北市山東省同鄉會會長。1953年在彰化鹿港與人合夥開設「大福紡織廠」。1959年，妻子劉淑英來臺與王好德團聚。
在1954年師母孫素貞到台灣後，王好德被周福成派去幫她辦事。孫晚年中風、罹風濕症，王好德即負責為她處理對外事務。孫幫他起了筆名高山，為她代筆一些信件時就使用此筆名，後亦以之自號。1975年孫成道逝世後，王以「師母大人代表人」自居，意欲領導一貫道，但不為韓雨霖等其他一貫道各組線老前人、前人認同，王在此時以先天大道之名傳道。1987年12月9日，王好德於新竹成立天恩彌勒佛院，後決定改先天大道為彌勒大道，並決定在峨眉鄉成立世界彌勒大道總會。王1999年12月25日在泰國清邁辭世。次年其後學在中華民國內政部以彌勒大道之名登記立案為另一宗教，正式脫離一貫道。